# Lijst van rijksmonumenten in Vollenhove
De plaats Vollenhove telt 53 inschrijvingen in het rijksmonumentenregister, hieronder een overzicht.
| Object | Oorspronkelijke functie?  | Bouwjaar                                                                                          | Architect                  | Locatie                     | Coördinaten?                  | Nr.?   | Afbeelding        |
| --- | ------------------------- | ------------------------------------------------------------------------------------------------- | -------------------------- | --------------------------- | ----------------------------- | ------ | ----------------- |
| Tuinmuur met zandstenen cordon en poortje met zandstenen bekroning                                                                                         | Tuin, park en plantsoen   |                                                                                                   |                            | bij Bisschopstraat 3        | 52° 40' 51" NB, 5° 56' 59" OL | 10534  | Upload foto       |
| Pand met gewitte lijstgevel met zandstenen leeuwenmaskers                                                                                                  | Werk-woonhuis             |                                                                                                   |                            | Bisschopstraat 15           | 52° 40' 52" NB, 5° 57' 2" OL  | 10535  | Meer afbeeldingen |
| Lindenhorst | Woonhuis                  | 1604 mog. 18e eeuw (erker, deur en deuromlijsting) 1885 (gesplitst)                               |                            | Bisschopstraat 17           | 52° 40' 52" NB, 5° 57' 2" OL  | 10536  | Meer afbeeldingen |
| De Eckelenboom | Woonhuis                  | 15e eeuw uitbr. in 1535 en 17e eeuw 1859 (samenv. met Marxveld) verb. in 1879 en 1988             | G. Daan (1988)             | Bisschopstraat 20           | 52° 40' 51" NB, 5° 56' 57" OL | 10537  | Meer afbeeldingen |
| Marxveld | Kasteel, buitenplaats     | voor 1506 1620 (verb.) 1740 (renov.) 1859 (samenv. met De Eckelenboom) verb. in 1879 en 1988      | G. Daan (1988)             | Bisschopstraat 22-24        | 52° 40' 51" NB, 5° 56' 59" OL | 10538  | Meer afbeeldingen |
| De Hare | Woonhuis                  | 1712 (gevel)                                                                                      |                            | Bisschopstraat 27           | 52° 40' 52" NB, 5° 57' 5" OL  | 10539  | Meer afbeeldingen |
| Eenvoudig pandje met wolfdak en gepleisterde gevel | Woonhuis                  |                                                                                                   |                            | Bisschopstraat 30           | 52° 40' 51" NB, 5° 57' 2" OL  | 10540  | Meer afbeeldingen |
| Kleine of Lieve Vrouwkerk | Kerk en kerkonderdeel     | 1423 1458 (toren) 1461-'63 (verbinding toren-schip) 1823 (verhoging toren) 1913 en 1961 (rest.)   | W. te Riele (1913)         | Bisschopstraat 32           | 52° 40' 51" NB, 5° 57' 3" OL  | 10541  | Meer afbeeldingen |
| Plattenburg | Kasteel, buitenplaats     | oorspr. 17e eeuw 1715 (herb.) midden 18e eeuw (ingangspartij)                                     |                            | Bisschopstraat 52-54        | 52° 40' 52" NB, 5° 57' 9" OL  | 10542  | Meer afbeeldingen |
| Pand met afgeknotte gepleisterde gevel met zandstenen waterlijst, sierankers en drie gevelstenen (vormt een geheel met nr. 76)                             | Werk-woonhuis             | 1654                                                                                              |                            | Bisschopstraat 74           | 52° 40' 52" NB, 5° 57' 14" OL | 10543  | Meer afbeeldingen |
| Pand met afgeknotte gepleisterde gevel met zandstenen waterlijst, sierankers en drie gevelstenen (vormt een geheel met nr. 74)                             | Woonhuis                  | 1654                                                                                              |                            | Bisschopstraat 76           | 52° 40' 52" NB, 5° 57' 14" OL | 10544  | Meer afbeeldingen |
| Pand met puntgevel met enkele trappen en uitgekraagde toppilaster op zandstenen console met leeuwenmasker                                                  | Woonhuis                  |                                                                                                   |                            | Doelenstraat 1              | 52° 40' 55" NB, 5° 57' 12" OL | 10545  | Meer afbeeldingen |
| Gasthuiskapel (Heilige Geestkapel) | Kerk en kerkonderdeel     | late 14e eeuw 1978 (rest.)                                                                        |                            | Heilige Geeststeeg 2        | 52° 40' 54" NB, 5° 57' 6" OL  | 10551  | Meer afbeeldingen |
| Voorm. stadsbodewoning (Restaurant Seidel) | Overheidsgebouw           | waarsch. 17e eeuw 1849 (verb.) 1951 (samenv. met nr. 1)                                           |                            | Kerkplein 3                 | 52° 40' 55" NB, 5° 56' 53" OL | 10552  | Meer afbeeldingen |
| Voorm. stadhuis (Restaurant Seidel) | Bestuursgebouw en onderdl | 1621 1791 (kroonlijst) 1951 (samenv. met nr. 3)                                                   |                            | Kerkplein 1                 | 52° 40' 54" NB, 5° 56' 53" OL | 10553  | Meer afbeeldingen |
| Grote of St. Nicolaaskerk, toren | Kerk en kerkonderdeel     | begin 16e eeuw                                                                                    |                            | Kerkplein 2                 | 52° 40' 54" NB, 5° 56' 53" OL | 10554  | Meer afbeeldingen |
| Grote of Sint-Nicolaaskerk | Kerk en kerkonderdeel     | 14e eeuw verb. in midden en eind 15e en begin 16e eeuw 1970-'74 (rest.)                           | H.J. Meijerink (1970-'74)  | Kerkplein 2                 | 52° 40' 54" NB, 5° 56' 51" OL | 10555  | Meer afbeeldingen |
| Pand met gepleisterde topgevel met overhoekse pinakels met zandstenen afdekplaten                                                                          | Woonhuis                  | vroege 17e eeuw                                                                                   |                            | Kerkplein 12                | 52° 40' 53" NB, 5° 56' 54" OL | 10556  | Meer afbeeldingen |
| Voorm. Latijnse school | Onderwijs en wetenschap   | 1627 1654 (uitbr.) 1919 (rest.)                                                                   |                            | Kerkplein 15                | 52° 40' 54" NB, 5° 56' 55" OL | 10557  | Meer afbeeldingen |
| Pand met gevel met rechte kroonlijst | Woonhuis                  |                                                                                                   |                            | Kerkstraat 12               | 52° 40' 53" NB, 5° 56' 57" OL | 10558  | Meer afbeeldingen |
| Dubbel pand met dubbele ingezwenkte halsgevel met omlijste voordeur, zandstenen afdekkingen, aanzetkrullen en halfronde frontons                           | Woonhuis                  | 1732 (gevel)                                                                                      |                            | Kerkstraat 14               | 52° 40' 53" NB, 5° 56' 58" OL | 10559  | Meer afbeeldingen |
| Dubbel pand met gevel met rechte kroonlijst en drie gevelstenen                                                                                            | Werk-woonhuis             | 1669 midden 18e eeuw (samenv.)                                                                    |                            | Kerkstraat 22               | 52° 40' 53" NB, 5° 56' 59" OL | 10560  | Meer afbeeldingen |
| Pand met gevel met rechte kroonlijst en voor de zolderverdieping twee gebeeldhouwde oeils-de-boeuf                                                         | Woonhuis                  |                                                                                                   |                            | Kerkstraat 29               | 52° 40' 54" NB, 5° 57' 0" OL  | 10561  | Meer afbeeldingen |
| Pand met gepleisterde topgevel met in- en uitgezwenkte zijkanten                                                                                           | Werk-woonhuis             |                                                                                                   |                            | Kerkstraat 30               | 52° 40' 53" NB, 5° 57' 1" OL  | 10562  | Meer afbeeldingen |
| Pand met gepleisterde lijstgevel | Woonhuis                  |                                                                                                   |                            | Kerkstraat 31               | 52° 40' 54" NB, 5° 57' 1" OL  | 10563  | Meer afbeeldingen |
| Pand met beneden gepleisterde trapgevel met zandstenen waterlijsten en afdekplatenen uitgekraagde toppilaster op zandstenen console met leeuwenmasker      | Woonhuis                  | 1699                                                                                              |                            | Kerkstraat 36               | 52° 40' 53" NB, 5° 57' 2" OL  | 10564  | Meer afbeeldingen |
| Pand met gevel tussen hoekpilaster en façade van nr 41. met gebogen geprofileerde kroonlijst met gesneden consoles (vormt een geheel met de nrs. 41 en 43) | Woonhuis                  | midden 18e eeuw (gevel)                                                                           |                            | Kerkstraat 39               | 52° 40' 54" NB, 5° 57' 2" OL  | 10565  | Meer afbeeldingen |
| Pand met topgevel in de vorm van een ingezwenkte halsgevel gevat in weelderig zandstenen rococo-ornament (vormt een geheel met de nrs. 39 en 43)           | Woonhuis                  | midden 18e eeuw (gevel)                                                                           |                            | Kerkstraat 41               | 52° 40' 54" NB, 5° 57' 2" OL  | 10566  | Meer afbeeldingen |
| Pand met gevel tussen hoekpilaster en façade van nr. 41 met gebogen geprofileerde kroonlijst met gesneden consoles (vormt een geheel met de nrs. 39 en 41) | Woonhuis                  | midden 18e eeuw (gevel)                                                                           |                            | Kerkstraat 43               | 52° 40' 54" NB, 5° 57' 3" OL  | 10567  | Meer afbeeldingen |
| Pand met gepleisterd puntgeveltje | Woonhuis                  | 1790                                                                                              |                            | Kerkstraat 50               | 52° 40' 54" NB, 5° 57' 7" OL  | 10568  | Meer afbeeldingen |
| Pand met gevel met rechte kroonlijst en sierankers | Nijverheid                |                                                                                                   |                            | Kerkstraat 54               | 52° 40' 54" NB, 5° 57' 8" OL  | 10569  | Meer afbeeldingen |
| Pand met puntgevel met enkele trappen met zandstenen afdekplaten, uitgekraagde toppilaster op zandstenen console met handmerk en met uitgestoken lieranker | Woonhuis                  | 1664 of 1678                                                                                      |                            | Kerkstraat 56               | 52° 40' 54" NB, 5° 57' 8" OL  | 10570  | Meer afbeeldingen |
| Hervormd Groot Burgerweeshuis | Woonhuis                  |                                                                                                   |                            | Kerkstraat 57               | 52° 40' 54" NB, 5° 57' 8" OL  | 10571  | Meer afbeeldingen |
| Pand met gevel met rechte kroonlijst | Woonhuis                  |                                                                                                   |                            | Kerkstraat 59               | 52° 40' 54" NB, 5° 57' 8" OL  | 10572  | Meer afbeeldingen |
| Pand met puntgevel met enkele trappen met zandstenen afdekplaten en uitgekraagde toppilaster op zandstenen kraagsteentje                                   | Werk-woonhuis             | 1686                                                                                              |                            | Kerkstraat 72               | 52° 40' 54" NB, 5° 57' 12" OL | 10573  | Meer afbeeldingen |
| Pand met puntgevel met enkele trappen met zandstenen afdekplaten en uitgekraagde toppilaster op zandstenen console                                         | Woonhuis                  | 1678                                                                                              |                            | Kerkstraat 74               | 52° 40' 53" NB, 5° 57' 13" OL | 10574  | Meer afbeeldingen |
| Oude Vissershaven (Passantenhaven) | Waterweg, werf en haven   | 1823 gereconstrueerd in 1960-1969                                                                 |                            | bij de Grote Kerk           | 52° 40' 55" NB, 5° 56' 49" OL | 335538 | Meer afbeeldingen |
| Watergemaal A.F. Stroink | Gemaal                    | 1919-'20 1928 (uitbr.) 1980 (sloop schoorsteen)                                                   | Ingenieursbureau Haskoning | Weg van Twee Nijenhuizen 18 | 52° 42' 16" NB, 5° 58' 24" OL | 507461 | Meer afbeeldingen |
| Oldruitenborgh, hoofdgebouw (1947-2001: gemeentehuis) | Kasteel, buitenplaats     | waarsch. eind 15e eeuw verb. o.m. kort voor 1656, kort na 1763 en begin 19e eeuw 1962-'63 (rest.) | R. Offringa (1962-'63)     | Groenestraat 24             | 52° 40' 46" NB, 5° 57' 2" OL  | 520410 | Meer afbeeldingen |
| Oldruitenborgh, tuin en park | Tuin, park en plantsoen   | 1790-1853                                                                                         | A. Sloet                   | bij Groenestraat 24         | 52° 40' 46" NB, 5° 57' 2" OL  | 520438 | Meer afbeeldingen |
| Oldruitenborgh, koetshuis | Bijgebouwen kastelen enz. | vroege 19e eeuw                                                                                   |                            | bij Groenestraat 24         | 52° 40' 47" NB, 5° 57' 1" OL  | 520439 | Meer afbeeldingen |
| Oldruitenborgh, orangerie | Bijgebouwen kastelen enz. | vroege 19e eeuw                                                                                   |                            | Groenestraat 22             | 52° 40' 49" NB, 5° 57' 4" OL  | 520758 | Meer afbeeldingen |
| Oldruitenborgh, bouwhuis | Bijgebouwen kastelen enz. | 1739                                                                                              |                            | bij Groenestraat 24         | 52° 40' 49" NB, 5° 57' 8" OL  | 520759 | Meer afbeeldingen |
| Oldruitenborgh, dienstwoning (Benthuis) | Bijgebouwen kastelen enz. | 1857                                                                                              |                            | Bentstraat 27               | 52° 40' 48" NB, 5° 56' 59" OL | 520760 | Meer afbeeldingen |
| Oldruitenborgh, tuinmanswoning | Bijgebouwen kastelen enz. | 1703                                                                                              |                            | Groenestraat 38             | 52° 40' 48" NB, 5° 56' 59" OL | 520761 | Meer afbeeldingen |
| Oldruitenborgh, ruïne van Kasteel Toutenburg | Tuin, park en plantsoen   | 1524-'31 (bouw kasteel) ontmanteld na 1581 ged. hersteld in 1627 afgebroken in ca. 1800           |                            | bij Groenestraat 24         | 52° 40' 45" NB, 5° 57' 13" OL | 520762 | Meer afbeeldingen |
| Oldruitenborgh, muur met poorten | Tuin, park en plantsoen   | 18e eeuw                                                                                          |                            | bij Groenestraat 24         | 52° 40' 49" NB, 5° 57' 1" OL  | 520763 | Meer afbeeldingen |
| Oldruitenborgh, tuinsieraden | Tuin, park en plantsoen   | 18e eeuw (bustes en zonnewijzer op sokkels)                                                       |                            | bij Groenestraat 24         | 52° 40' 48" NB, 5° 57' 1" OL  | 520764 | Meer afbeeldingen |